# یوزف سوبوفشیک
یوزف سوبوفشیک (اسلواکی: Jozef Sabovčík؛ زادهٔ ۴ دسامبر ۱۹۶۳) اسکیت‌باز نمایشی اهل چکسلواکی است.